# مريم بهنام
مريم بهنام (وُلدت في 25 شباط/فبراير 1921 وتُوفيّت في 4 كانون الأول/ديسمبر 2014) كانت كاتبة إيرانيّة - إماراتيّة ودبلوماسيّة وناشطة في مجال حقوق المرأة. بعد تخرجها من المدرسة الثانوية وبدء حياتها المهنية كمدرسة في باكستان، عادت مريم إلى إيران وبدأت العمل في مشاريع التحسين الاجتماعي أولًا في العاصمة طهران ثم في بندر عباس لاحقًا. عادت في الستينات إلى باكستان وعملت لمدة ثماني سنوات في ملحقٍ ثقافي حيثُ أسَّست المراكز الثقافية والمكتبات بهدفِ تعزيز الثقافة الإيرانية. كُرّمت بوسام التاج الإيراني وشارة الشجاعة الباكستانية لبقائها في البلاد واستمرارها في العمل خلال الحرب الهندية الباكستانية عام 1965، عندما فر دبلوماسيون آخرون من البلاد. بعد عودتها إلى إيران في عام 1972، عملت مع وزارة الفنون والثقافة في مقاطعة سيستان وبلوشستان ثم في مقاطعة هرمزجان لتطوير برامج للحفاظ على التراث الثقافي للمناطق وتعزيزه.
هربت بهنام في عام 1978 من إيران أثناء الثورة واستقرَّت في دبي، حيثُ عملت هناك كاتبة صحفية ثم شاركت في تأسيس المجلة الثقافية باسمِ «الجمعة» للترويج للفنون. انضمَّت إلى المنظمات النسائية ودعت إلى تحسين حقوق المرأة وساعدت في التشجيع على الانضمامِ لبرامج التدريب للحفاظ على الحِرف التقليدية. ابتداءً من التسعينيات، نشرت عدة روايات وسيرة ذاتية بالإضافة إلى بعض الكتب الشعريّة، فكُرّمت في عام 2010 كأفضل امرأة إماراتية للعام.

## الحياة المُبكّرة والتعليم
وُلدت مريم بهنام في 25 شباط/فبراير 1921 في بندر لنجة بمقاطعة هرمزجان الإيرانية لأبوين هما حفصة عباس وعبد الواحد بهنام. شاركت أسرتها الثرية في تجارة اللؤلؤ فامتلكت منازل في بومباي والبحرين ودبي وكراتشي وباريس. وُلدت مربم في نفس العام الذي ضرب فيه الزلزال مسقط رأسها ولأنها كانت تتمتع بشخصية قوية كما قِيل، أُطلق عليها لقب «زيلزاله بيبي» (زلزال صغير). توفيت والدتها عندما كانت في العاشرة من عمرها، ونشأت وحيدةً مع أشقائها الخمسة الباقين على قيد الحياة على يد جدتها لأمها مونخلي (ني كينغلي) عباس.  ضد رغبات عائلتها، التي لم تر أي سبب لتعليم الفتيات، ضغطت للذهاب إلى مدرسة عامّة وحصلت أخيرًا على إذن بالالتحاق بمدرسة جوفيل هيرست الثانوية في كراتشي.
في سن الثامنة عشرة، تزوجت بهنام من ابن عمها السعودي زكريا صديق بندقجي وانتقلت إلى بومباي. لم يدم الزواج طويلًا، عندما تخلى عنها زوجها وانتقل إلى جنوب إفريقيا وتزوج مرة أخرى. عادت بهنام إلى كراتشي، حيث أنجبت عام 1944 ابنهما عيسى. بعد أن تقدمت بطلب الطلاق الذي استغرق سبع سنوات للحصول عليه، عادت إلى المدرسة في بومباي ثم التحقت في لاهور في عام 1946، لتصبح أول امرأة في عائلتها تتخرج من مدرسة عامة.

## المسيرة المهنيّة
بسبب اعتراضات الأسرة، قررت بهنام أن تُصبح معلمة وعملت في جامعتها مدرسة جوفل هيرست الثانوية.  في عام 1947، اصطحبت بهنام جدتها في رحلة طويلة متوجهة إلى دبي والبحرين، حيث تلقوا دعوة لإعادة الاتصال بوالدهم الذي لم يروه منذ سنوات عديدة. سافرت بهنام إلى إيران ومكثت ثلاثة أشهر، وعند عودتها إلى كراتشي دعاها والدها للانتقال إلى طهران. بالانتقال مع ابنها، عملت أولاً على تنفيذ خطة النقطة الرابعة لتحسين الصحة والتعليم في جميع أنحاء البلاد. في أوائل الخمسينيات من القرن الماضي، سمحت لابنها بالذهاب والعيش مع والده، وبعد ذلك بوقت قصير تزوجت بهنام من الأرمل عبد الله باكرافان الذي أنجب طفلين من زواج سابق وتخلت عن عملها بعدما انتقلت إلى بندر عباس.
لم يدم تقاعدها طويلًا، فبعد عامٍ من العيش في بندر عباس عام 1956، انخرطت بهنام في مشروع إنشاء مدرسة ثانوية للبنات والتحقت بوزارة التربية والتعليم. في نفس العام، أنجبت ابنتها شهناز والتي تبعتها شيرين في غضون عام. تضمَّنت مشاريع بهنام في بندر عباس إقامة دورات في المدرسة الثانوية للصحة وتقديم دورات ما قبل الولادة وما قبلها حول رعاية الأطفال. انضمَّت إلى العديد من المنظمات الاجتماعية والثقافية، وقادت مشروع إنشاء مركز للفنون والحرف وأول سينما وحديقة عامة ومكتبة عامة وأسَّست متحف الأنثروبولوجيا.
في عام 1963، انتقلت بهنام من وزارة التربية والتعليم إلى وزارة الثقافة والفنون، وعام 1964 عادت إلى باكستان لتدريس اللغة الفارسية في لاهور في المركز الثقافي الإيراني. بالعودة إلى المدرسة أثناء عملها في نفس الوقت، أكملت درجة البكالوريوس في عام 1967 ثم حصلت على درجة الماجستير في الأدب من جامعة البنجاب في لاهور.  بعد حصولها على البكالوريوس، تمَّت ترقية بهنام إلى مديرة المركز الثقافي، لتُصبح أول امرأة إيرانية يتم تعيينها في ملحقية ثقافية. خلال هذا الإطار الزمني، كانت هناك اضطرابات كبيرة في باكستان بالإضافة إلى حربين: الحرب الهندية الباكستانية عام 1965 والحرب الأهلية الباكستانية في عام 1971. اختارت بنهام البقاء في منصبها على الرغم من إجلاء معظم الأجانب في تلك الفترة. في عام 1965، حصلت على وسام نيشان تاج لشجاعتها من قبل الشاه وفي عام 2010 حصلت على وسام الشجاعة من باكستان.
في عام 1972 وبعد ثماني سنوات في لاهور، أسست خلالها العديد من المراكز والمكتبات الثقافية، عادت بهنام إلى إيران وانتقلت إلى طهران. تم وضعها لأول مرة في قسم تطوير تكنولوجيا التعليم السمعي البصري، ولكن في غضون ثلاث سنوات، تمّ تعيينها مديرة عامة للفنون والثقافة لمقاطعة سيستان وبلوشستان. أنشأت مدرسة تدريب في زاهدان للحفاظ على الأعمال الفنية في المنطقة وتحسين تصور الحرفيين وحرفهم.  في عام 1977، بعد عامين في زاهدان، عادت بهنام إلى بندر عباس،  وطُلب منها الترشح لمقعد برلماني من قبل الوزارة. ولأنها تمتلك القليل من الطموح السياسي، لم تقم بحملة فخسرت، وبدلاً من ذلك قبلت إدارة الفنون والثقافة في مقاطعة هرمزجان.
عندما اشتدت الثورة الإيرانية عام 1978، هربت بهنام من البلاد وانتقلت إلى دبي. في غضون أسبوع من وصولها إلى الإمارات العربية المتحدة، بدأت العمل كصحفية في جلف نيوز التي تمّ إطلاقها حديثًا. عملت لمدة ثلاث سنوات كاتبة مقالات في جريدة باللغة الإنجليزية. في الثمانينيات، انضمَّت إلى جمعية جلف نيوز النسائية، وعملت كمروّجة لتنظيم المعارض للحرف اليدوية النسائية التقليدية. في ذلك الوقت، لم يكن يُعرف سوى القليل عن المشهد الفني الإماراتي وساعدت في تأسيس ونشر مجلّة الجمعة. بدأت في نشر القصائد باللغات الإنجليزية والفارسية والأردية ونشرت بعد ذلك أربعة كتب، كان أولها سيرتها الذاتية زلزلة: امرأة قبل عصرها. عندما توقفت جمعية سيدات أخبار الخليج، انضمَّت بهنام إلى نادي دبي الدولي للمرأة للدفاع عن حقوق المرأة والعمل كمتحدثة تحفيزية. تم تكريمها بلقب المرأة الإماراتية للعام 2010.

## الموت والإرث
تُوفيّت بهنام في الرابع من كانون الأول/ديسمبر 2014 في دبي، ودُفنت في مقبرة محليّة هناك. كانت تعمل وقت وفاتها على تأليف كتاب روائي خامس لها.

## قائمة أعمالها
هذه قائمةٌ بأبرز أعمال الكاتبة والدبلوماسيّة الإيرانية الإماراتيّة مريم بهنام:
- Naghshi az doost: Selected speeches of Mariam Behnam during her appointment in Pakistan. Lahore, Pakistan: Pakistan-Iran Friendship Society. 1972. OCLC:818861120. Later republished as Role of a Friend in the 1990s.{{استشهاد بكتاب}}:  صيانة الاستشهاد: postscript (link)[10]
- Zelzelah: A woman before her time. Dubai, United Arab Emirites: Motivate. 1994. ISBN:978-1-873-54452-5.
- Heirloom: Evening tales from the east. Karachi/Oxford: Oxford University Press. 2001. ISBN:978-0-195-79329-1.
- Raindrops: A journey through life. Dubai, UAE: Motivate Publishing. 2003. ISBN:978-1-860-63148-1.

### الفهرس
- Al Khan، Mohammed N. (16 نوفمبر 2013). "Emirati Mariam Behnam, who was born in Iran, was one of the few women in the country's parliament in the days of the Shah". ذا ناشيونال. Abu Dhabi, UAE. مؤرشف من الأصل في 2018-03-21. اطلع عليه بتاريخ 2018-03-21.
- Behnam، Mariam (1994). Zelzelah: A woman before her time. Dubai, United Arab Emirites: Motivate. ISBN:978-1-873-54452-5.
- Chhabra، Geeta (مايو 2012). "Different Dialogues: Ms. Maryam Behnam". Geeta Chhabra. Dubai, UAE. مؤرشف من الأصل في 2017-01-05. اطلع عليه بتاريخ 2018-03-21.
- Gouveia، Alexandria (8 ديسمبر 2014). "Mariam Behnam Passes Away: An EW Tribute". Emirates Woman. Dubai,UAE: Motivate Publishing. مؤرشف من الأصل في 2017-08-26. اطلع عليه بتاريخ 2018-03-21.
- Naidoo، Amelia J. (30 سبتمبر 2008). "The pillars of society: Mariam Behnam". غلف نيوز. Dubai, UAE. مؤرشف من الأصل في 2018-03-21. اطلع عليه بتاريخ 2018-03-21.
- Ponce de Leon، Janice (5 ديسمبر 2014). "Mariam Behnam's legacy of activism lives on". غلف نيوز. Dubai, UAE. مؤرشف من الأصل في 2015-10-08. اطلع عليه بتاريخ 2018-03-21.
- "Miriam Behnam is Emirates Woman of the Year". Dubai, UAE: إميريتس 7/24. 6 ديسمبر 2010. مؤرشف من الأصل في 2015-09-24. اطلع عليه بتاريخ 2018-03-21.
- "مریم بهنام پیشکسوت و از مفاخر فرهنگی هرمزگان درگذشت" [Maryam Behnam was a past member of the Hormozgan cultural heritage] (بالفارسية). Bandar Abbas, Iran. وكالة أنباء الجمهورية الإسلامية. 4 ديسمبر 2014. مؤرشف من الأصل في 2014-12-08. اطلع عليه بتاريخ 2018-03-21.
- "Writer Mariam Behnam passes away at 94". الخليج تايمز. Dubai, UAE. 6 ديسمبر 2014. مؤرشف من الأصل في 2018-03-21. اطلع عليه بتاريخ 2018-03-21.